# Belarussische Badmintonmeisterschaft 2019
Die Belarussische Badmintonmeisterschaft 2019 fand vom 30. Januar bis zum 2. Februar 2019 in Minsk statt.

## Sieger und Platzierte
| Disziplin    | Gold                                  | Silber                                   | Bronze                                     |
| ------------ | ------------------------------------- | ---------------------------------------- | ------------------------------------------ |
| Herreneinzel | Yauheni Yakauchuk                     | Dmitry Suprunyuk                         | Yury Savelyev                              |
| Dameneinzel  | Maryana Viarbitskaya                  | Anastasiya Cherniavskaya                 | Julia Bitsoukova                           |
| Herrendoppel | Dzmitry Saidakou Yauheni Yakauchuk    | Alaksei Kniazeu Aleksei Konakh           | Ilya Larushyn Dmitry Suprunyuk             |
| Damendoppel  | Julia Bitsoukova Maryana Viarbitskaya | Krestina Silich Anastasiya Cherniavskaya | Hanna Bandarenka Yelizaveta Kaminskaya     |
| Mixed        | Aleksei Konakh Krestina Silich        | Ilya Larushyn Maryana Viarbitskaya       | Yauheni Yakauchuk Anastasiya Cherniavskaya |